# Гай (Увинський район)
Гай (рос. Гай) — присілок у складі Увинському районі Удмуртії, Росія.

## Населення
Населення — 16 осіб (2010; 20 в 2002).
Національний склад станом на 2002 рік:
- удмурти — 55 %
- росіяни — 40 %

## Урбаноніми[3]
- вулиці — Джерельна, Зелена, Нагірна